# Pseudancita
Pseudancita is een kevergeslacht uit de familie van de boktorren (Cerambycidae). De wetenschappelijke naam van het geslacht werd voor het eerst geldig gepubliceerd in 1949 door Breuning.

## Soorten
Pseudancita omvat de volgende soorten:
- Pseudancita alboplagiata (Aurivillius, 1927)
- Pseudancita curvifascia (Aurivillius, 1927)